# Rajd Finlandii 2002
Rezultaty Rajdu Finlandii (52nd Neste Rally Finland), eliminacji Rajdowych Mistrzostw Świata w 2002 roku, który odbył się w dniach 8–11 sierpnia. Była to dziewiąta runda czempionatu w tamtym roku i piąta szutrowa, a także szósta w Production Cars WRC. Bazą rajdu było miasto Jyväskylä. Zwycięzcami rajdu zostali Finowie Marcus Grönholm i Timo Rautiainen w Peugeocie 206 WRC. Wyprzedzili oni Brytyjczyków Richarda Burnsa i Roberta Reida w Peugeocie 206 WRC oraz norwesko-brytyjską załogę Pettera Solberga i Phila Millsa w Subaru Imprezie WRC. Z kolei w Production Cars WRC zwyciężyli Włosi Alex Fiorio i Vittorio Brambilla, jadący Mitsubishi Lancerem Evo 7.
Rajdu nie ukończyło ośmiu kierowców fabrycznych. Kierowca Peugeota 206 WRC Fin Harri Rovanperä odpadł na 13. odcinku specjalnym z powodu wypadku, a w konsekwencji utraty koła. Brytyjczyk Colin McRae jadący Fordem Focusem WRC zrezygnował z jazdy na 20. oesie z powodu pożaru swojego samochodu. Kierowca Mitsubishi Lancera WRC Francuz François Delecour doznał awarii zawieszenia na 9. oesie, a jego partner z zespołu Brytyjczyk Alister McRae z tego samego powodu wycofał się na 18. oesie. Szwed Kenneth Eriksson w Škodzie Octavii WRC odpadł na 6. oesie z powodu braku paliwa. Z kolei kierowca Hyundaia Accenta WRC Fin Juha Kankkunen odpadł na 11. oesie z powodu wypadku. Thomas Rådström w Citroënie Xsarze WRC miał wypadek na 21. oesie, a Belg François Duval w Fordzie Focusie WRC odpadł z rajdu na 9. oesie z powodu awarii zawieszenia.

## Klasyfikacja ostateczna
| Miejsce                      | Zawodnik                  | Pilot                     | Samochód                  | Czas                      | Strata                    | Grupa                     | Punkty                    |
| WRC (pierwsza dziesiątka)    | WRC (pierwsza dziesiątka) | WRC (pierwsza dziesiątka) | WRC (pierwsza dziesiątka) | WRC (pierwsza dziesiątka) | WRC (pierwsza dziesiątka) | WRC (pierwsza dziesiątka) | WRC (pierwsza dziesiątka) |
| ---------------------------- | ------------------------- | ------------------------- | ------------------------- | ------------------------- | ------------------------- | ------------------------- | ------------------------- |
| 1.                           | Marcus Grönholm           | Timo Rautiainen           | Peugeot 206 WRC           | 3:17:52.5                 |                           | A8 M                      | 10                        |
| 2.                           | Richard Burns             | Robert Reid               | Peugeot 206 WRC           | 3:19:19.8                 | +1:27.3                   | A8 M                      | 6                         |
| 3.                           | Petter Solberg            | Phil Mills                | Subaru Impreza WRC        | 3:20:42.1                 | +2:49.6                   | A8 M                      | 4                         |
| 4.                           | Carlos Sainz              | Luís Moya                 | Ford Focus WRC            | 3:20:46.3                 | +2:53.8                   | A8 M                      | 3                         |
| 5.                           | Markko Märtin             | Michael Park              | Ford Focus WRC            | 3:21:02.5                 | +3:10.0                   | A8 M                      | 2                         |
| 6.                           | Tommi Mäkinen             | Kaj Lindström             | Subaru Impreza WRC        | 3:22:26.6                 | +4:34.1                   | A8 M                      | 1                         |
| 7.                           | Sebastian Lindholm        | Timo Hantunen             | Peugeot 206 WRC           | 3:23:28.9                 | +5:36.4                   | A8                        |                           |
| 8.                           | Jani Paasonen             | Arto Kapanen              | Mitsubishi Lancer WRC     | 3:23:47.8                 | +5:55.3                   | A8 M                      |                           |
| 9.                           | Freddy Loix               | Sven Smeets               | Hyundai Accent WRC        | 3:24:00.3                 | +6:07.8                   | A8 M                      |                           |
| 10.                          | Sébastien Loeb            | Daniel Élena              | Citroën Xsara WRC         | 3:24:06.1                 | +6:13.6                   | A8                        |                           |
| PCWRC (punktujący zawodnicy) |                           |                           |                           |                           |                           |                           |                           |
| 1. (18.)                     | Alex Fiorio               | Vittorio Brambilla        | Mitsubishi Lancer Evo 7   | 3:42:41.8                 |                           | N4                        | 10                        |
| 2. (20.)                     | Kristian Sohlberg         | Jakke Honkanen            | Mitsubishi Lancer Evo 7   | 3:45:50.9                 | +3:09.1                   | N4                        | 6                         |
| 3. (22.)                     | Karamjit Singh            | Allen Oh                  | Proton Pert               | 3:47:11.4                 | +4:29.6                   | N4                        | 4                         |
| 4. (24.)                     | Alfredo De Dominicis      | Rudy Pollet               | Mitsubishi Lancer Evo 7   | 3:51:41.2                 | +8:59.4                   | N4                        | 3                         |
| 5. (26.)                     | Bernt Kollevold           | Ola Fløene                | Mitsubishi Lancer Evo 6   | 3:58:10.5                 | +15:28.7                  | N4                        | 2                         |

1. ↑  Litera M przy oznaczeniu grupy do której należy samochód oznacza, iż tylko ci kierowcy zdobywali punkty dla swoich zespołów liczonych w klasyfikacji producentów na koniec sezonu.

## Zwycięzcy odcinków specjalnych
| Dzień      | Odcinek | G. rozp. | Nazwa          | Długość  | Zwycięzca                     | Czas    | Lider rajdu     |
| ---------- | ------- | -------- | -------------- | -------- | ----------------------------- | ------- | --------------- |
| 1 (8 SIE)  | SS1     | 19:00    | SSS Killeri 1  | 2.06 km  | Richard Burns                 | 1:16.7  | Richard Burns   |
| 2 (9 SIE)  | SS2     | 09:06    | Valkola        | 8.42 km  | Marcus Grönholm               | 4:27.9  | Marcus Grönholm |
| 2 (9 SIE)  | SS3     | 09:49    | Lankamaa 1     | 23.44 km | Richard Burns                 | 11:28.7 | Marcus Grönholm |
| 2 (9 SIE)  | SS4     | 10:37    | Laukaa 1       | 11.80 km | Harri Rovanperä               | 5:47.0  | Richard Burns   |
| 2 (9 SIE)  | SS5     | 12:34    | Mokkipera      | 13.38 km | Richard Burns                 | 6:22.6  | Richard Burns   |
| 2 (9 SIE)  | SS6     | 13:12    | Palsankyla     | 25.48 km | Richard Burns                 | 13:33.0 | Richard Burns   |
| 2 (9 SIE)  | SS7     | 15:49    | Ruuhimaki      | 8.79 km  | Richard Burns                 | 4:44.6  | Richard Burns   |
| 2 (9 SIE)  | SS8     | 16:37    | Laukaa 2       | 11.80 km | Marcus Grönholm               | 5:42.9  | Richard Burns   |
| 2 (9 SIE)  | SS9     | 17:29    | Lankamaa 2     | 23.44 km | Richard Burns                 | 11:21.5 | Richard Burns   |
| 2 (9 SIE)  | SS10    | 20:11    | SSS Killeri 2  | 2.06 km  | Carlos Sainz                  | 1:17.2  | Richard Burns   |
| 3 (10 SIE) | SS11    | 08:16    | Talviainen     | 25.74 km | Richard Burns                 | 12:47.3 | Richard Burns   |
| 3 (10 SIE) | SS12    | 08:56    | Ouninpohja 1   | 34.13 km | Harri Rovanperä               | 15:58.6 | Richard Burns   |
| 3 (10 SIE) | SS13    | 12:24    | Moksi – Leustu | 40.84 km | Marcus Grönholm               | 20:31.9 | Marcus Grönholm |
| 3 (10 SIE) | SS14    | 13:31    | Ehikki         | 14.89 km | Marcus Grönholm               | 6:57.8  | Marcus Grönholm |
| 3 (10 SIE) | SS15    | 17:28    | Ouninpohja 2   | 25.22 km | Marcus Grönholm               | 11:26.0 | Marcus Grönholm |
| 3 (10 SIE) | SS16    | 18:16    | Vaheri – Himos | 35.83 km | Richard Burns                 | 17:58.0 | Marcus Grönholm |
| 4 (11 SIE) | SS17    | 08:46    | Keuruu 1       | 11.80 km | Richard Burns                 | 5:28.2  | Marcus Grönholm |
| 4 (11 SIE) | SS18    | 09:14    | Jukojarvi 1    | 22.71 km | Colin McRae                   | 11:11.2 | Marcus Grönholm |
| 4 (11 SIE) | SS19    | 09:57    | Kruununpera 1  | 12.67 km | Petter Solberg                | 6:06.4  | Marcus Grönholm |
| 4 (11 SIE) | SS20    | 12:45    | Keuruu 2       | 11.80 km | Markko Märtin                 | 5:20.9  | Marcus Grönholm |
| 4 (11 SIE) | SS21    | 13:13    | Jukojarvi 2    | 22.71 km | Markko Märtin                 | 11:02.4 | Marcus Grönholm |
| 4 (11 SIE) | SS22    | 14:06    | Kruununpera 2  | 12.67 km | Marcus Grönholm Richard Burns | 6:02.2  | Marcus Grönholm |

## Klasyfikacja po 9 rundach
Tabele przedstawiają tylko pięć pierwszych miejsc.

### Kierowcy
| Lp. | Kierowca        | Pkt |
| --- | --------------- | --- |
| 1   | Marcus Grönholm | 47  |
| 2   | Colin McRae     | 30  |
| 3   | Carlos Sainz    | 26  |
| 4   | Richard Burns   | 25  |
| 5   | Gilles Panizzi  | 21  |

### Producenci
| Lp. | Producent                    | Pkt |
| --- | ---------------------------- | --- |
| 1   | Peugeot Total                | 99  |
| 2   | Ford Rallye Sport            | 74  |
| 3   | 555 Subaru WRT               | 40  |
| 4   | Škoda Motorsport             | 8   |
| 5   | Marlboro Mitsubishi Ralliart | 7   |